# 洛茲尼察市鎮
43°23′N 26°36′E / 43.383°N 26.600°E

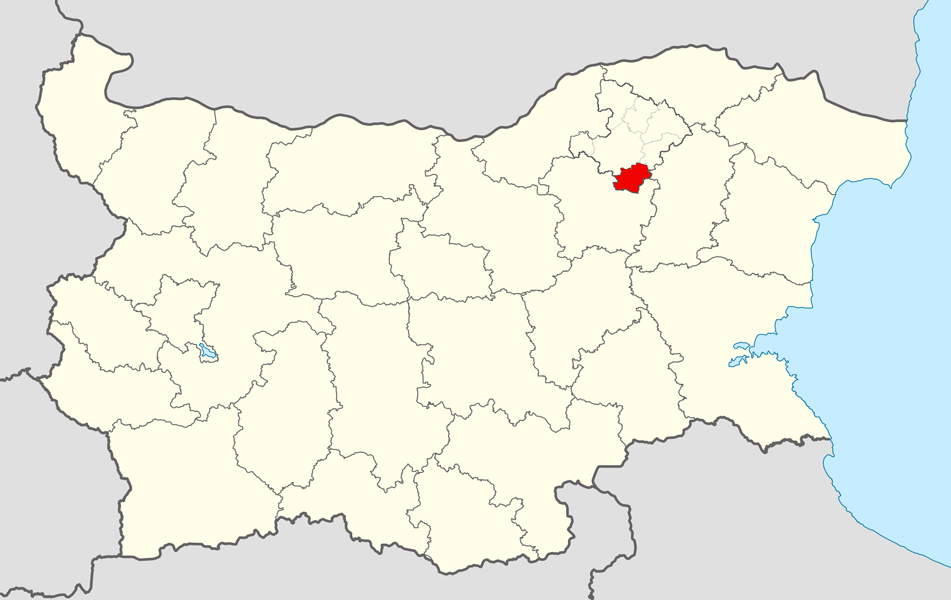

洛茲尼察市，是保加利亞的城鎮，位於該國東北部，由拉兹格勒州負責管轄，首府設於洛茲尼察，面積249平方公里，2009年人口9,732，人口密度每平方公里39.08人。